# Federico Saturnino Bravo
Federico Saturnino Bravo (* 1920; † 26. Oktober 2010) war ein argentinischer Abgeordneter und Diplomat.

## Leben
Federico Saturnino Bravo war der Sohn von Enoe Bravo und Federico Cantoni sowie der Bruder von Leopoldo Bravo. 1966 wurde er für zwei Monate Senator anschließend lösten die Militärs unter Juan Carlos Onganía den Senat auf. Er war Vorsitzender der Unión Cívica Radical Bloquista. 1973 wurde er in die Cámara de Diputados de la Nación Argentina gewählt. Von 1983 bis 1989 war er Botschafter in Moskau.